# John Arledge
Johnson Lundy Arledge, detto John (Crockett, 12 marzo 1906 – Hollywood, 15 maggio 1947), è stato un attore statunitense.

## Filmografia parziale
- Il re del jazz (King of Jazz), regia di John Murray Anderson (1930)
- Papà Gambalunga (Daddy Long Legs), regia di Alfred Santell (1931)
- Jimmy and Sally, regia di James Tinling (1933)
- Passeggiata d'amore (Flirtation Walk), regia di Frank Borzage (1934)
- I diavoli in paradiso (Devil Dogs of the Air), regia di Lloyd Bacon (1935)
- Murder on a Bridle Path, regia di William Hamilton e Edward Killy (1936)
- La grande città (Big City), regia di Frank Borzage (1937)
- County Fair, regia di Howard Bretherton (1937)
- 6,000 Enemies, regia di George B. Seitz (1939)
- Furore (The Grapes of Wrath), regia di John Ford (1940)
- L'isola del diavolo (Strange Cargo), regia di Frank Borzage (1940)
- La città del peccato (City for Conquest), regia di Anatole Litvak (1940)
- Tutta una vita (Cheers for Miss Bishop), regia di Tay Garnett (1941)